# Międzynarodowe Liceum Ogólnokształcące Paderewski w Lublinie
Międzynarodowe Liceum Ogólnokształcące Paderewski w Lublinie (w przeszłości Prywatne Liceum Ogólnokształcące imienia Ignacego Jana Paderewskiego w Lublinie) – liceum ogólnokształcące w Lublinie, którego siedziba mieści się w budynku przy ul. Symfonicznej 1, w dzielnicy Czechów Północny, potocznie nazywane Paderkiem, najstarsze prywatne liceum w mieście. Jest to jedno z dwóch liceów w Lublinie (obok I LO im. Stanisława Staszica), w których wprowadzono program matury międzynarodowej.

## Historia

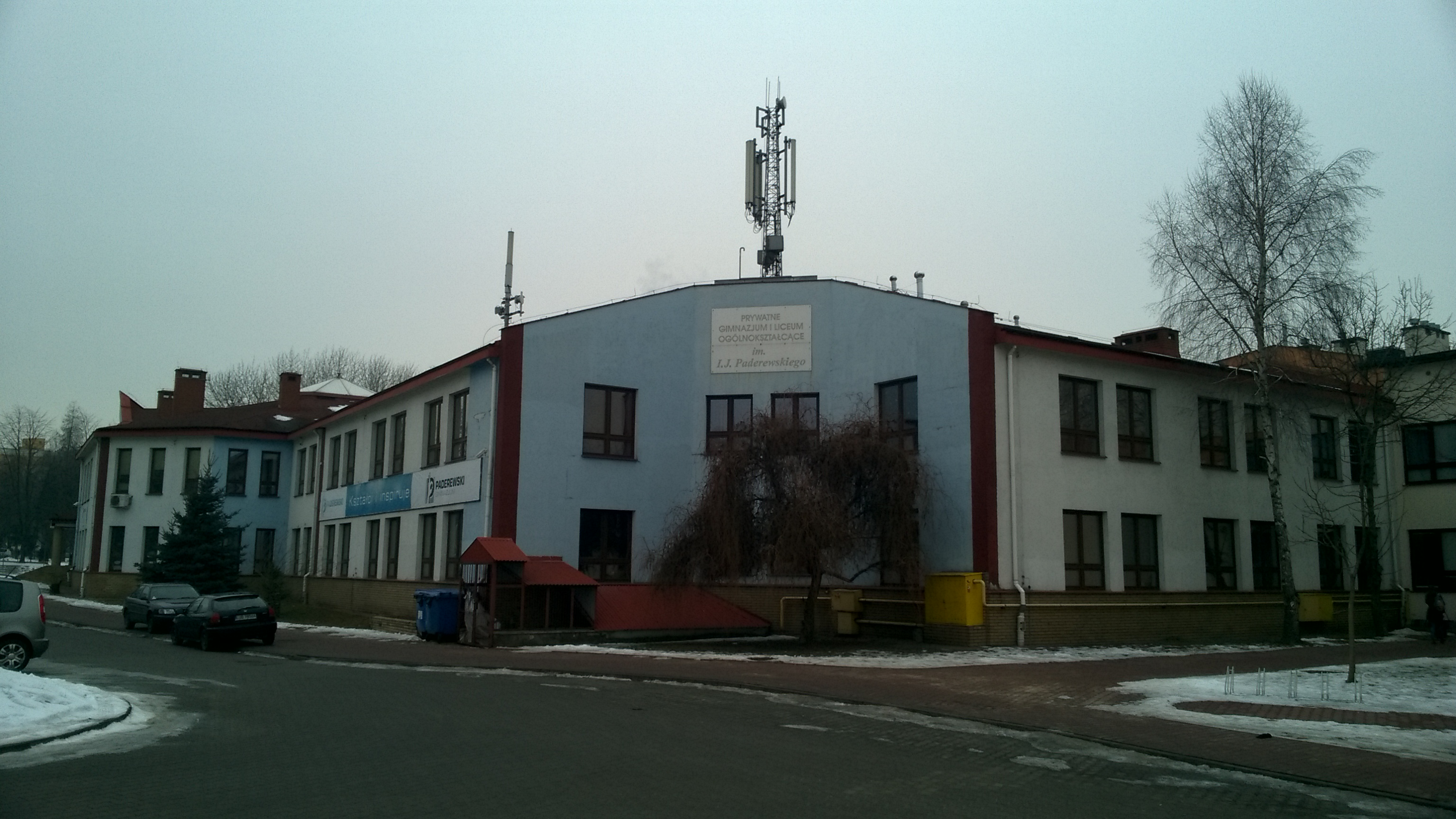
Widok od strony parkingu (2018)

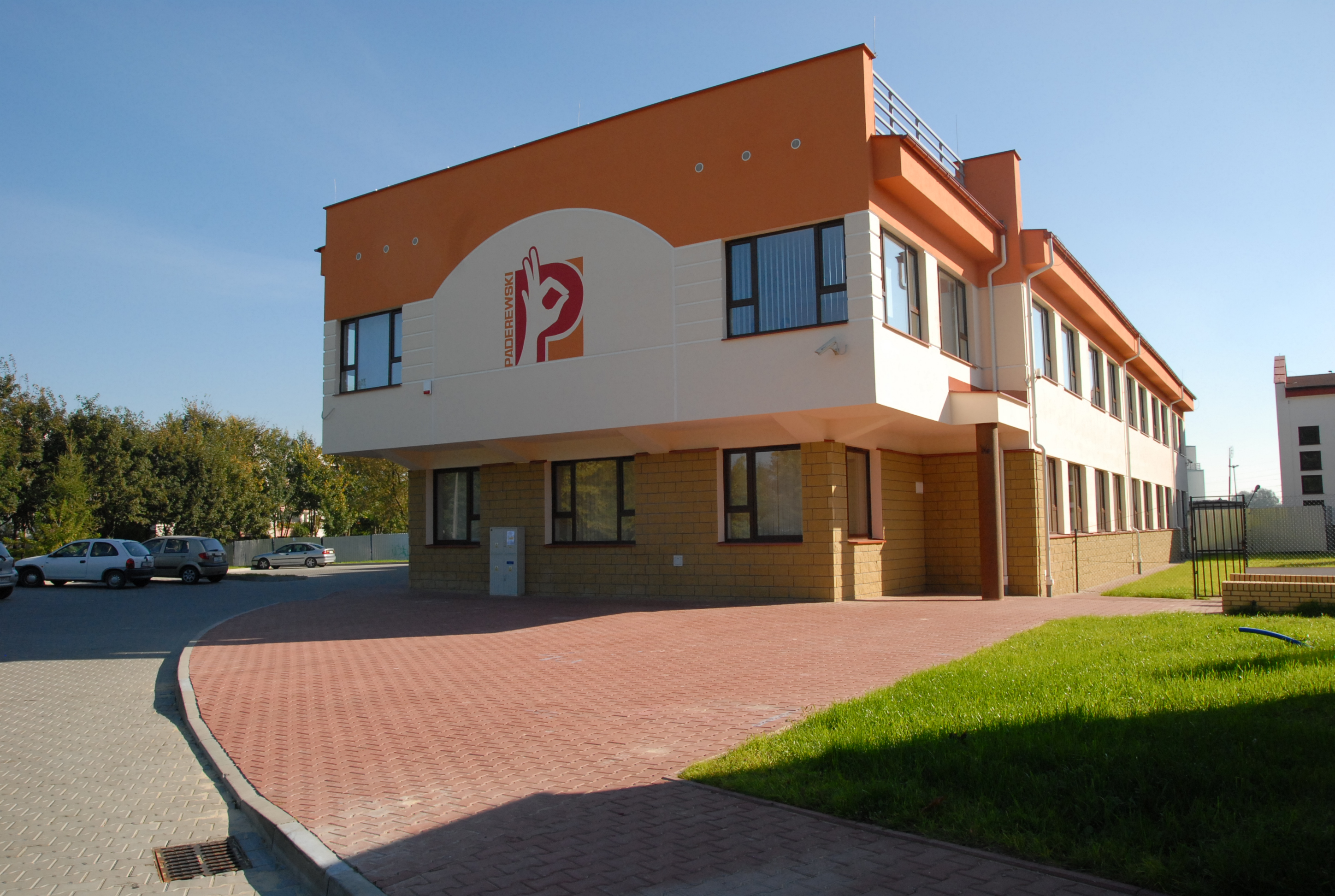
Budynek Szkoły Podstawowej Paderewski (2010)

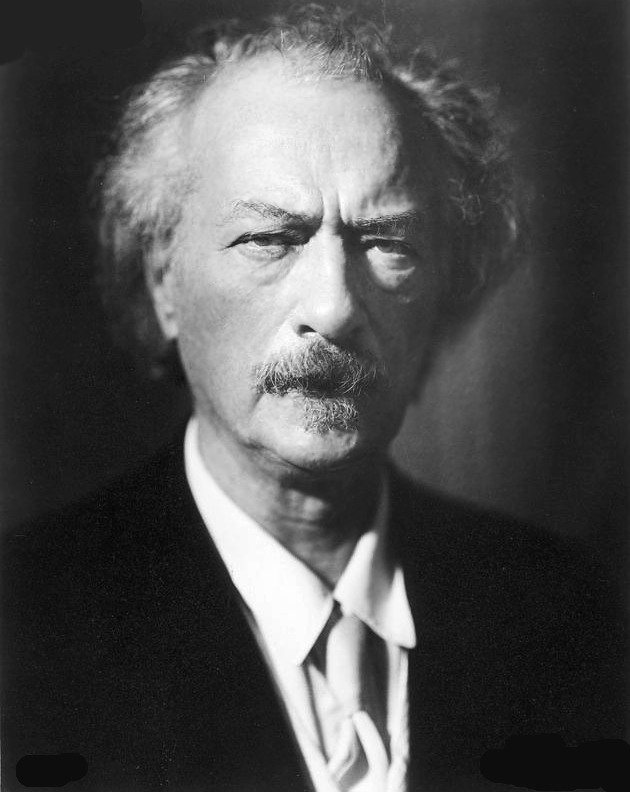
Patron szkoły

- 1993 – założenie Prywatnego Liceum Ogólnokształcącego im. I. J. Paderewskiego z siedzibą przy ul. Radziwiłłowskiej 5 w Lublinie.
- 1995 – zmiana siedziby szkoły na ul. Archidiakońską 6ab.
- 1998 – zmiana siedziby szkoły na ul. Symfoniczną 1.
- 1999 – autoryzacja w programie matury międzynarodowej IB DP, powstanie Prywatnego Gimnazjum Paderewski.
- 2003 – autoryzacja gimnazjalnego programu międzynarodowego IB MYP.
- 2006 – powstanie szkolnego chóru Akademos.
- 2010 – wprowadzenie nauczania z wykorzystaniem laptopów, powstanie Międzynarodowej Szkoły Podstawowej Paderewski.
- 2011 – rozpoczęcie współpracy ze szkołą w Oldenburgu.
- 2012 – otwarcie Centrum Sportu Akademos[2].
- 2014 - rozpoczęcie realizacji projektów Erasmus+.
- 2019 – autoryzacja Szkoły Podstawowej Paderewski w programie Primary Years Programme. Wygaśnięcie Prywatnego Gimnazjum Paderewski[3][4]. Wprowadzenie programu polskiego dwujęzycznego.

W kompleksie budynków przy ul. Symfonicznej mieszczą się:
- Międzynarodowe Liceum Ogólnokształcące Paderewski,
- Międzynarodowa Szkoła Podstawowa Paderewski,
- Centrum Językowe Paderewski,
- Centrum Sportu Akademos.

## Rankingi
W ostatnich latach liceum zajmowało następujące miejsca w rankingach miesięcznika Perspektywy:
- 2013: 186. miejsce w kraju, 11. miejsce w woj. lubelskim (Srebrna Szkoła)[5]
- 2014: 198. miejsce w kraju, 12. miejsce w woj. lubelskim (Srebrna Szkoła)[6],
- 2015: 291. miejsce w kraju, 19. miejsce w woj. lubelskim (Srebrna Szkoła)[7],
- 2016: 217. miejsce w kraju, 13. miejsce w woj. lubelskim (Srebrna Szkoła)[8],
- 2017: 174. miejsce w kraju, 10. miejsce w woj. lubelskim (Srebrna Szkoła)[9],
- 2018: 233. miejsce w kraju, 10. miejsce w woj. lubelskim (Srebrna Szkoła)[10],
- 2019: 229. miejsce w kraju, 12. miejsce w woj. lubelskim (Srebrna Szkoła)[11],
- 2020: 171. miejsce w kraju, 10. miejsce w woj. lubelskim (Złota Szkoła)[12]
- 2021: 202. miejsce w kraju, 9. miejsce w woj. lubelskim (Srebrna Szkoła)[13]
- 2022: 278. miejsce w kraju, 12. miejsce w woj. lubelskim (Srebrna Szkoła)[14]
- 2023: 250. miejsce w kraju, 14. miejsce w woj. lubelskim (Srebrna Szkoła)[15]
- 2024: 228. miejsce w kraju, 10. miejsce w woj. lubelskim (Srebrna Szkoła)[16]

## Znani absolwenci
- Andrzej Jaros – lekkoatleta i sprinter[2]
- Jakub Karolak – koszykarz[2]
- Katarzyna Trzeciak – koszykarka[2]
- Karolina Marczak – dwukrotna mistrzyni Polski w surfingu[17]